# Idiopterus nephrelepidis
Idiopterus nephrelepidis är en insektsart som beskrevs av Davis 1909. Idiopterus nephrelepidis ingår i släktet Idiopterus och familjen långrörsbladlöss. Arten är reproducerande i Sverige. Inga underarter finns listade i Catalogue of Life.